# Jared Isaacman
Jared Taylor « Rook » Isaacman, né le 11 février 1983 à Westfield, dans le New Jersey, est un homme d'affaires, pilote, astronaute de tourisme spatial et administrateur américain. Il est le cofondateur et PDG de Shift4 Payments (anciennement Harbortouch), un processeur de paiement et fabricant de matériel de traitement des paiements. Il a également fondé Draken International en 2012, une entreprise qui forme des pilotes pour les forces armées des États-Unis et exploite l'une des plus grandes flottes privées d'avions de combat au monde.
Isaacman est connu pour avoir financé et commandé Inspiration4 en 2021, la première mission spatiale entièrement civile, ainsi que Polaris Dawn en 2024, marquée par la première sortie extravéhiculaire privée de l’histoire. En décembre 2024, le président Donald Trump propose sa nomination comme administrateur de la NASA, avant de la retirer en mai 2025.

## Jeunesse
Jared Isaacman naît le 11 février 1983 à Westfield, dans le New Jersey, de Douglas et Sandra Marie Isaacman. Dernier d’une fratrie de quatre enfants, il a deux frères, Marc et Michael, et une sœur, Tiffany. Il grandit à Westfield, où il fréquente l’école primaire Wilson, avant que sa famille ne déménage vers Liberty Corner, dans le canton de Bernards, vers 1993. Il étudie à l’école intermédiaire William Annin (6e-8e année), où il rencontre Monica Chacana, sa future épouse.
Au lycée Ridge High School, dans le canton de Bernards, Isaacman et son ami Brendan Lauber se découvrent un talent pour la réparation d’ordinateurs. Ils fondent une petite entreprise, Deco Systems, depuis le sous-sol familial. Parallèlement, il travaille chez CompUSA à Somerville. À 16 ans, il abandonne le lycée après avoir reçu une offre d’emploi à temps plein d’un client, obtenant un GED pour poursuivre sa carrière.

## Carrière dans les affaires
En 1999, à 16 ans, Isaacman fonde United Bank Card, une société de traitement des paiements rebaptisée plus tard Harbortouch, puis Shift4 Payments en 2020. Basée en Pennsylvanie, l’entreprise devient un leader du secteur, traitant 200 milliards de dollars par an en 2020, avec des revenus annuels de 300 millions de dollars. Isaacman reste PDG et guide la société vers une introduction en bourse réussie en 2020.
En 2012, il cofonde Draken International en Floride, spécialisée dans la formation de pilotes militaires. L’entreprise exploite une flotte impressionnante d’avions de combat privés, la plus importante au monde selon certaines sources. Ces activités témoignent de son intérêt pour l’aéronautique, qu’il combine avec ses compétences entrepreneuriales.

## Vie privée
Isaacman commence des cours de pilotage en 2004 et obtient un baccalauréat en aéronautique professionnelle de l’Embry-Riddle Aeronautical University en 2011. Pilote qualifié sur plusieurs avions militaires, il établit en 2009 un record du monde de tour du globe en jet léger.
Il épouse Monica Chacana en 2012, qu’il a rencontrée à l’école. Le couple a deux filles, Mila (née en 2014) et Liv. La famille réside dans le canton de Washington, comté de Warren, New Jersey.

## Entreprises personnelles

### Pilote et record du monde
Dans les années 2000, Isaacman participe à des meetings aériens avec la Black Diamond Jet Team. En 2009, il bat le record du monde de tour du globe en jet léger (un Cessna CJ2) en 61 heures, 51 minutes et 15 secondes, au profit de la fondation Make-A-Wish.

### Vols spatiaux
En février 2021, Isaacman finance et commande Inspiration4, la première mission spatiale entièrement civile, lancée le 15 septembre 2021 à bord d’un Crew Dragon de SpaceX. La mission, qui revient sur Terre le 18 septembre 2021, vise à lever des fonds pour l’hôpital St. Jude.
En 2024, il dirige Polaris Dawn, lancée le 10 septembre 2024. Avec son équipage (Sarah Gillis, Scott Poteet, Anna Menon), il atteint une orbite de 1 400 km, traversant la Ceinture de Van Allen pour étudier les radiations. Le 12 septembre 2024, il réalise la première sortie extravéhiculaire privée à 738 km d’altitude, testant une combinaison EVA de SpaceX. Il déclare alors : « De retour à la maison, nous avons tous beaucoup de travail à faire. Mais d’ici, la Terre ressemble pour sûr à un Monde parfait ».

### NASA et ambitions martiennes
En décembre 2024, Donald Trump nomme Isaacman administrateur de la NASA, une décision saluée pour son expérience dans le spatial privé. Isaacman annonce vouloir prioriser l'exploration de Mars, plaidant pour une mission habitée vers la planète rouge comme objectif majeur de son mandat,. Il envisage de renforcer les partenariats avec le secteur privé, notamment SpaceX, pour concrétiser cette vision.
Le 31 mai 2025, Donald Trump annonce retirer la nomination d'Isaacman à la tête de la NASA, notamment en raison de dons à des élus démocrates qu'il aurait effectués dans le passé,,.